# Jamesburg (Nueva Jersey)
Jamesburg es un borough ubicado en el condado de Middlesex en el estado estadounidense de Nueva Jersey. En el año 2010 tenía una población de 2,688 habitantes y una densidad poblacional de 2,912.9 personas por km².

## Geografía
Jamesburg se encuentra ubicado en las coordenadas 40°21′0″N 74°26′21″O / 40.35000, -74.43917.

## Demografía
Según la Oficina del Censo en 2000 los ingresos medios por hogar en la localidad eran de $59,461 y los ingresos medios por familia eran $67,887. Los hombres tenían unos ingresos medios de $45,019 frente a los $33,333 para las mujeres. La renta per cápita para la localidad era de $23,325. Alrededor del 3.5% de la población estaba por debajo del umbral de pobreza.